# Industrias La Constancia
Industrias La Constancia (kurz: ILC) ist die größte Brauerei in El Salvador. Der Hauptsitz befindet sich in San Salvador. Das Unternehmen ist seit 2016 Teil von AB-InBev.

## Geschichte
Das Getränkeunternehmen wurde 1903 von Rafael Meza Ayau im Vorort Santa Cruz der Stadt Santa Ana unter dem Namen Rafael Meza Ayau & CIA gegründet. Das Unternehmen begann 1906 mit vier Biermarken Perro, Abeja, Extracto de Malta (Malzbier) und Pilsener. Im Jahre 1920 wurde durch den Gründer Rafael Meza Ayau die erste Abfüllanlage für Erfrischungsgetränk in der Stadt San Salvador errichtet.
Nach Verhandlungen mit Coca-Cola übernahm Rafael Meza 1939 die Herstellung und den Vertrieb von Coca-Cola für das ganze Land El Salvador. Das Unternehmen Rafael Meza Ayau & CIA wurde in drei Teilbereiche aufgegliedert:
- Cervecería La Constancia, Brauerbetriebe in Santa Ana
- Embotelladora Salvadoreña, Abfüllbetrieb in San Salvador
- Industrias Cristal de Centroamérica, nicht alkoholische Getränke in San Salvador

Seit 1990 wurden zahlreiche technologische Veränderungen, die bis heute andauern eingeführt wie zum Beispiel Fermentation, Filtration, Abfüllsysteme, Computer-Ausstattung in allen Bereichen der Produktion und im Vertrieb.
2003 wurden die Zweigbetrieben und der ursprüngliche Name in Industrias La Constancia S.A de de C.V. (kurz: ILC) übertragen. Zu diesem Zeitpunkt betrug die Produktionskapazität des Unternehmens bereits 900 Tausend Hektoliter Bier jährlich, die Anlagen sind jedoch so ausgelegt, um die Produktion auf zwei Millionen Hektoliter zu erweitern. 2005 wurde ILC von SABMiller erworben. Als Folge von dem Zusammenschluss zwischen AB-InBev und SABMiller hat AB-InBev ILC erworben.

## Produkte
Biersorten, eigene Markennamen von ILC
- Pilsener de El Salvador, die Marke ist Sponsor der Fußball-Liga Primera División de El Salvador
- Golden Light
- Suprema
- Suprema Roja
- Suprema Negra
- Regia Extra

Erfrischungsgetränke
- Coca-Cola
- Coca-Cola light
- Coca-Cola Zero
- Fanta
- Sprite
- Tropical, eigene Marke von ILC
- Agua Cristal, eigene Marke von ILC

Die bis dahin konkurrenzlose Bierbrauerei Industrias La Constancia wurde 2005 an SABMiller verkauft. Der Markenname Industrias La Constancia wird jedoch weiter geführt.

## Trivia
2012 wurde ILC durch eine besondere Werbeaktion bekannt. Die Asociación de Restaurantes de El Salvador (ARES) und Industrias La Constancia (ILC) bieten unter dem Motto, zum verantwortungsvollen Umgang mit Alkohol im Straßenverkehr, die Campaña - Si toma, no maneje, tome taxi gratis - (dtsch.: Wenn Sie trinken, fahren Sie nicht, nehmen Sie ein kostenloses Taxi).